# ريجنالد فيليبس
ريجنالد فيليبس (19 أكتوبر 1897 في المملكة المتحدة - 7 يونيو 1963 في المملكة المتحدة) (بالإنجليزية: Reginald Phillips)‏ هو لاعب كريكت بريطاني وبريطاني (وحمل سابقاً جنسية المملكة المتحدة لبريطانيا العظمى وأيرلندا). شارك مع فريق ويلز الوطني للكريكيت ‏.

## وصلات خارجية
- ريجنالد فيليبس على موقع إي آس بي آن كريك إنفو (الإنجليزية)